# Illice stupidalis
Illice stupidalis är en fjärilsart som beskrevs av Walker 1862. Illice stupidalis ingår i släktet Illice och familjen björnspinnare. Inga underarter finns listade i Catalogue of Life.